# منیه النصر
منیة النصر نام شهر و شهرستانی در استان دقهلیه مصر است.